# Ana Raquel Satre
Ana Raquel Satre (Montevideo, 14 de mayo de 1925 - Lanzarote, Islas Canarias, 18 de noviembre de 2014) fue una soprano uruguaya.

## Biografía
Descendiente de franceses y españoles, nació en Montevideo en 1925. Fue conocida por el seudónimo de «Mimi».
Estudió canto en el Conservatorio Nacional de Montevideo con la soprano francesa Ninon Vallin como profesora. Con 17 años fue seleccionada para cantar en Il Matrimonio Segreto de Domenico Cimarosa.
Se presentó en varios escenarios sudamericanos para interpretar el rol principal en Euridice de Jacopo Peri, Fiordiligi en Così fan tutte de Mozart y Cleopatra en Julio César en Egipto de Händel.
Su primera actuación en Europa fue en el Wigmore Hall de Londres, en el marco de recitales organizados por la agente Lies Askonas, y fue bien recibida por la crítica. En el festival de Aix-en-Provence interpretó a Euridice en Orfeo y Eurídice de Gluck, con Gérard Souzay en el papel de Orfeo. Se presentó en Barcelona, en La Fenice de Venecia, el teatro Real de la Moneda de Bruselas entre otros escenarios. También estuvo presente en los festivales de Spoleto y de Madrid, a invitación de Gian Carlo Menotti, donde interpretó The Consul (obra del propio Menotti) y participó en varios conciertos.
Con el auspicio del Australian Elizabethan Theatre Trust (AETT) realizó una gira por Australia que incluyó Sídney, Melbourne, Brisbane, Perth y Adelaida. En el festival de Adelaida recibió la medalla de la ópera 1963 del premio internacional de música Harriet Cohen, por su interpretación de Donna Elvira en Don Giovanni y Violetta en La Traviata. Realizó varias giras por Gran Bretaña, Austria, Francia, Italia, Norte y Sudamérica. Se presentó en el festival de King's Lynn, Norfolk, con el pianista Gerald Moore y con la asistencia de la Reina Madre.
En el sello Decca Records se grabaron sus interpretaciones de Lucía de Lammermoor en la obra homónima de Donizetti, Lola en Cavalleria Rusticana y Emilia en Otelo, con Mario del Monaco, Renata Tebaldi y Herbert von Karajan.
En 1963 interpretó en alemán a Judith, en Herzog Blaubarts Burg,  versión televisiva de El castillo de Barbazul de Béla Bartók) para la Süddeutscher Rundfunk, radio y televisión pública de Baden-Wurtemberg, Alemania Occidental. Y en inglés para el estreno mundial, con la dirección de Michael Powell.
Cantó bajo la conducción de Paul Paray, Lamberto Baldi, Tulio Serafin, Georges Prêtre, Sir John Pritchard, Sir Charles MacKerras, Eric Simon y Herbert von Karajan y se presentó en conciertos con la compañía de  Gerald Moore, Julian Bream, Geoffrey Parsons e Ivor Newton.
Fue esposa del guitarrista clásico Patrick Bashford, con quien tuvo un hijo llamado Roderick.

## Grabaciones
- Emilia en Otelo de Verdi, dirigida por Herbert von Karajan con la Orquesta Filarmónica de Viena (Decca 1961, 411618).[4]
- Lola en Cavalleria rusticana de Pietro Mascagni, dirigida por Tullio Serafin con la Orquesta de la Academia Nacional de Santa Cecilia de Roma (Decca).

## Películas
- Herzog Blaubarts Burg (El castillo de Barbazul) (1963)